# Médio Atlântico

A região do Médio-Atlântico ou Centro-Atlântico (em inglês: Mid-Atlantic) é uma região dos Estados Unidos que abrange os Estados de Nova Iorque, Nova Jérsei, Pensilvânia, Delaware, Maryland, Washington D.C., e às vezes Virginia e Virginia Ocidental. Ao discutir o clima, Connecticut às vezes é incluído na região, uma vez que seu clima é mais próximo ao dos estados do Meio Atlântico do que o resto dos Estados da Nova Inglaterra. O Médio Atlântico tem desempenhado um papel importante no desenvolvimento da cultura americana, comércio, comércio e indústria; no final do século XIX, o Médio Atlântico era chamado de região "tipicamente americana" por Frederick Jackson Turner.

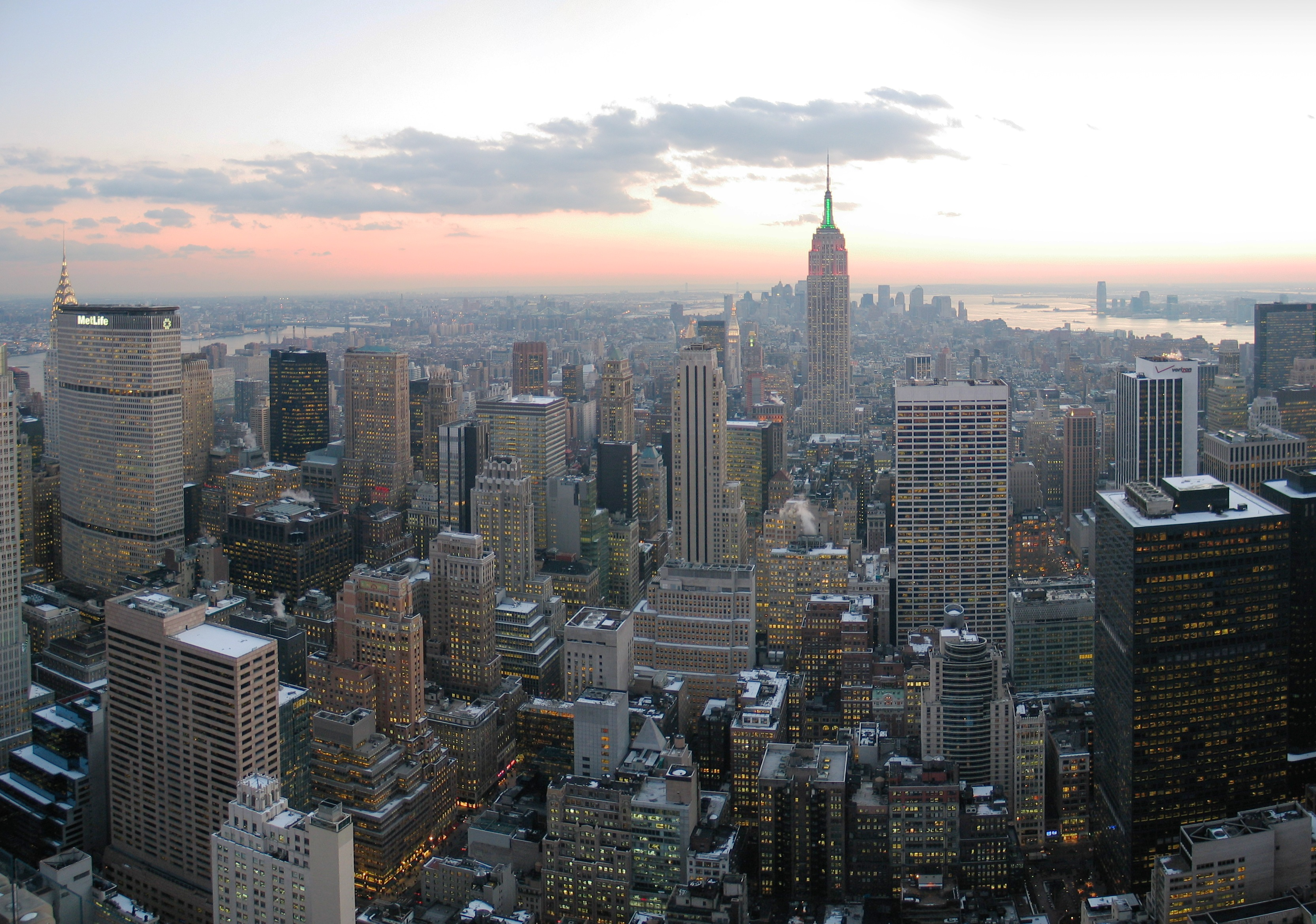
Nova York

Os americanos europeus da região meso-atlântica têm ascendência desde a sua colonização por holandeses, suecos, católicos ingleses e quacres até o período do domínio britânico e além até os dias atuais. O pluralismo religioso existia, particularmente em Maryland, que era a única colônia nas Treze Colônias originais a ter uma população de minoria católica substancial. Após a Revolução Americana, a região do Médio Atlântico hospedou cada uma das capitais históricas dos Estados Unidos, incluindo a atual capital federal, Washington, D.C. No início do século XIX, Nova York e Pensilvânia ultrapassaram a Virgínia como os estados mais populosos e os estados da Nova Inglaterra como os centros comerciais e industriais mais importantes do país. Um grande número de alemães, irlandeses, italianos, judeus, poloneses e outros imigrantes transformaram a região, especialmente cidades costeiras como Nova York, Newark, Filadélfia e Baltimore, mas também cidades do interior como Pittsburgh, Rochester, Albany e Buffalo. Nova York, com seus arranha-céus, metrôs e a Sede das Nações Unidas, surgiu no século XX como um ícone da modernidade e do poder econômico e cultural americano. No século XIX, as áreas costeiras do Médio Atlântico foram completamente urbanizadas.
O Corredor Nordeste e ligação rodoviária Interstate 95 quase contígua, garante a expansão dos subúrbios e cidades grandes e pequenas, formando a parte das megalópole do nordeste, uma das concentrações mais importantes do mundo das finanças, mídia, comunicação, educação, medicina e tecnologia. O Médio Atlântico é uma região relativamente rica do país, com 43 dos 100 condados de renda mais alta do país com base na renda familiar média e 33 dos 100 principais com base na renda per capita. A maioria dos estados do Médio Atlântico está entre os 15 estados de renda mais alta no país por renda familiar média e renda per capita. A região abriga algumas das universidades de maior prestígio do país e do mundo, incluindo a Universidade Columbia, a Universidade Cornell, a Universidade Johns Hopkins, a Universidade da Pensilvânia e a Universidade de Princeton, que estão entre as 20 melhores universidades dos Estados Unidos e as 25 melhores universidades do mundo.

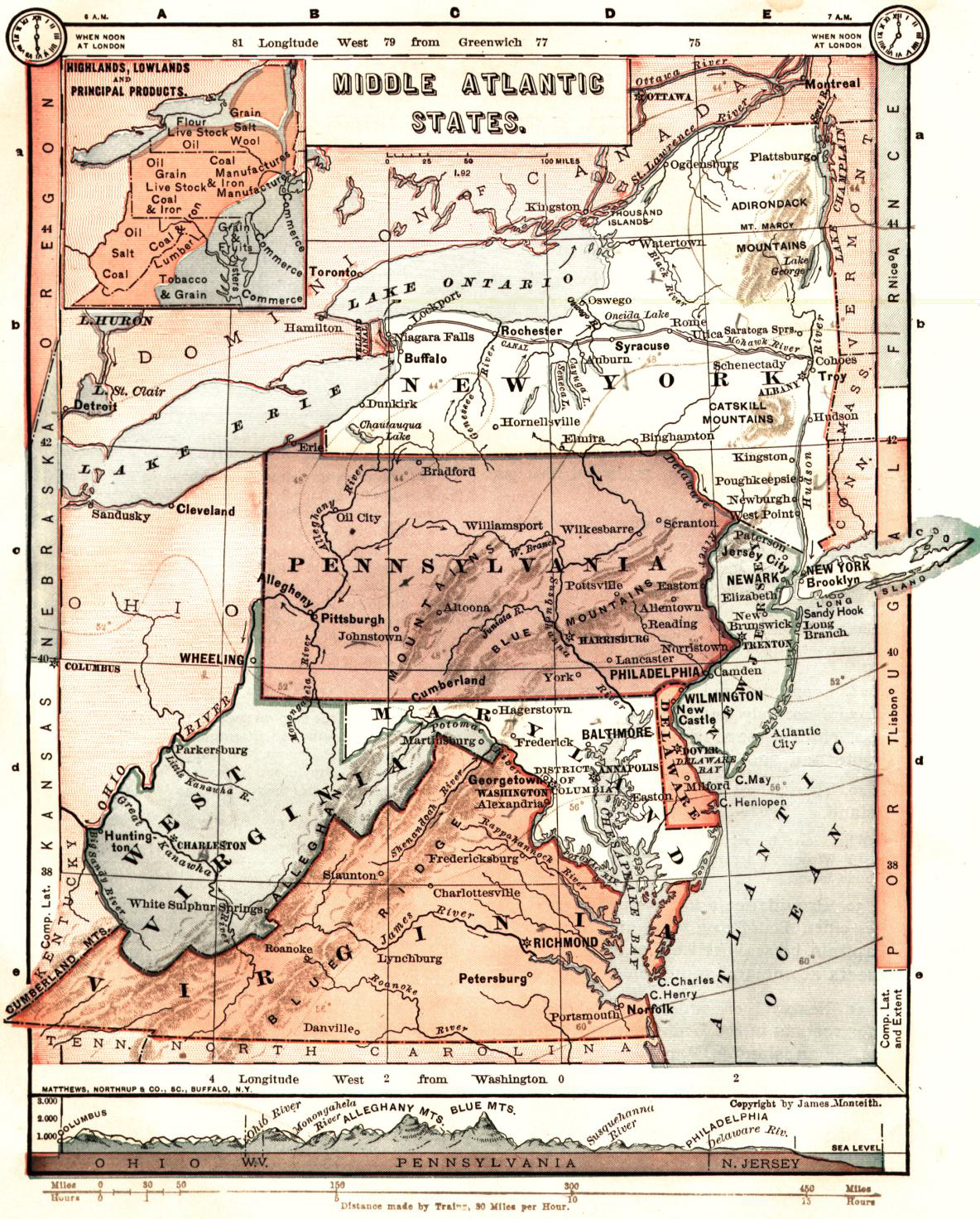
Um mapa de 1897 exibe uma definição abrangente da região do Meio-Atlântico.
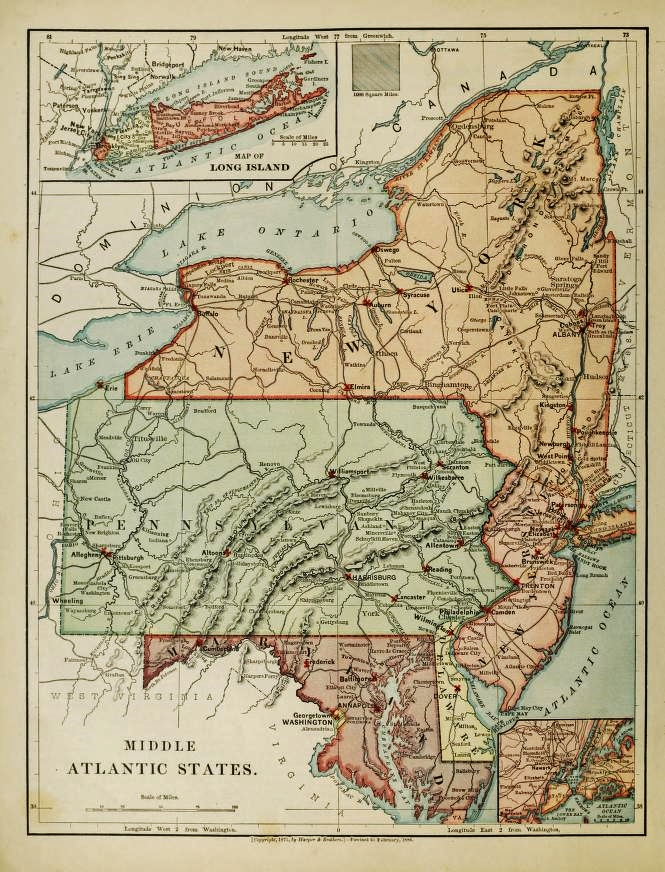
Um mapa de 1886 "Harper's School Geography" mostrando a região, exceto Virgínia e Virgínia Ocidental.
As regiões e divisões do US Census Bureau, exibindo uma definição exclusiva de três estados do Médio Atlântico.